# América FC (GO)
Der América Futebol Clube war ein Fußballverein aus der 40.000 Einwohner zählenden Stadt Morrinhos im brasilianischen Bundesstaat Goiás. Der Verein wurde am  5. März 1937 gegründet, die Vereinsfarben waren Rot und Weiß.

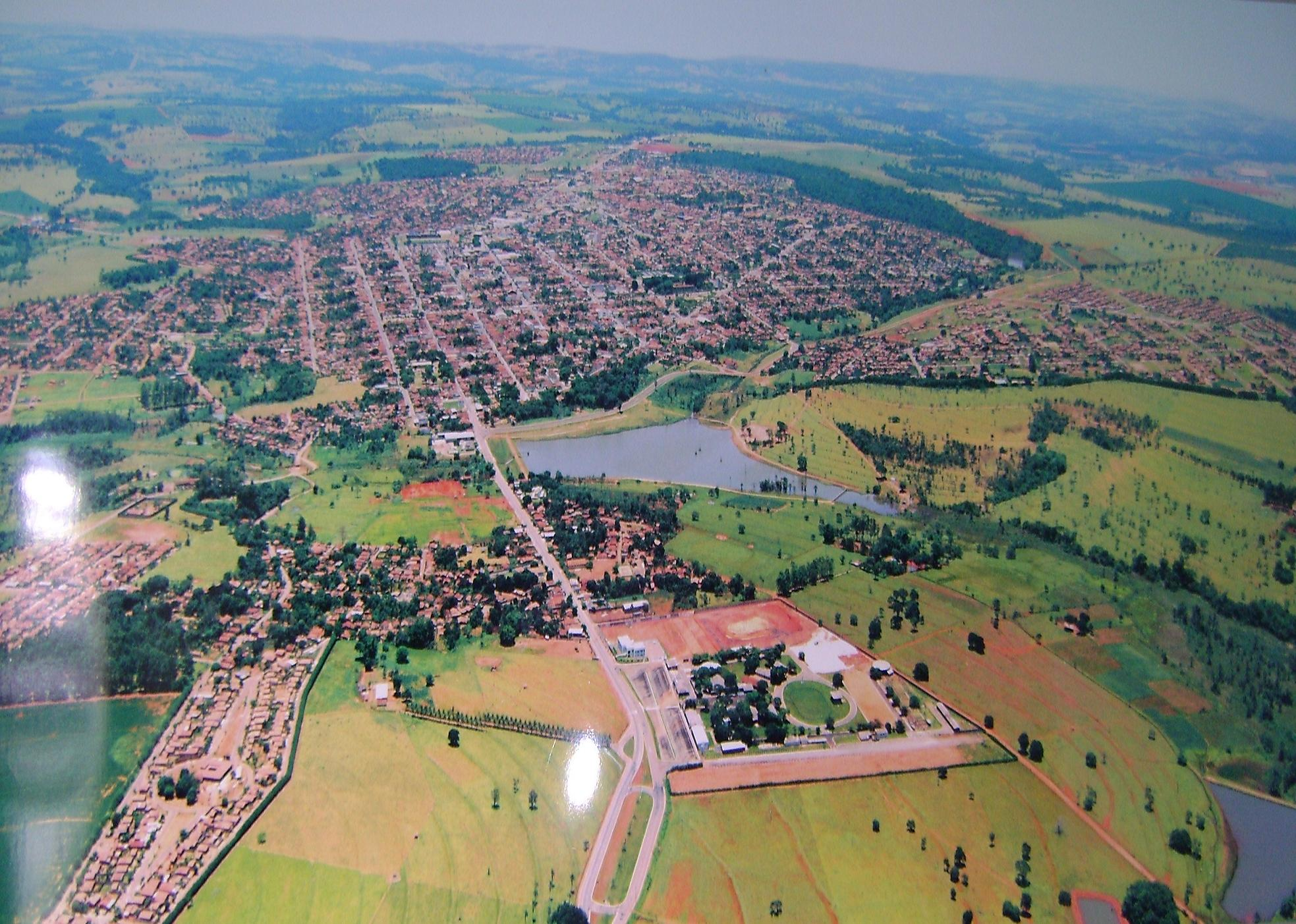
Morrinhos in Goiás

Zwischen 1959 und 1997 spielte er 14 Mal in der ersten Liga der 1944 erstmals ausgetragenen Staatsmeisterschaft von Goiás. und spielte bis 2004, als er mit nur einem Punkt abgeschlagener Tabellenletzter wurde, noch in der zweiten Staatsliga. Danach wurde der Verein aufgelöst.
2007 wurde der Verein als Morrinhos Futebol Clube neugegründet, der seither den Profifußball in der Stadt vertritt. Der Morrinhos FC stieg 2008 in die zweite, und im Jahr darauf in die erste Staatsliga auf und konnte beim Wettbewerb 2010 die Klasse halten.
Der América FC spielte im 6000 Zuseher fassenden Centro Esportivo João Vilela.